# Trafic d'animaux
Pour les articles homonymes, voir Trafic.
Pour l’article ayant un titre homophone, voir Traffic.

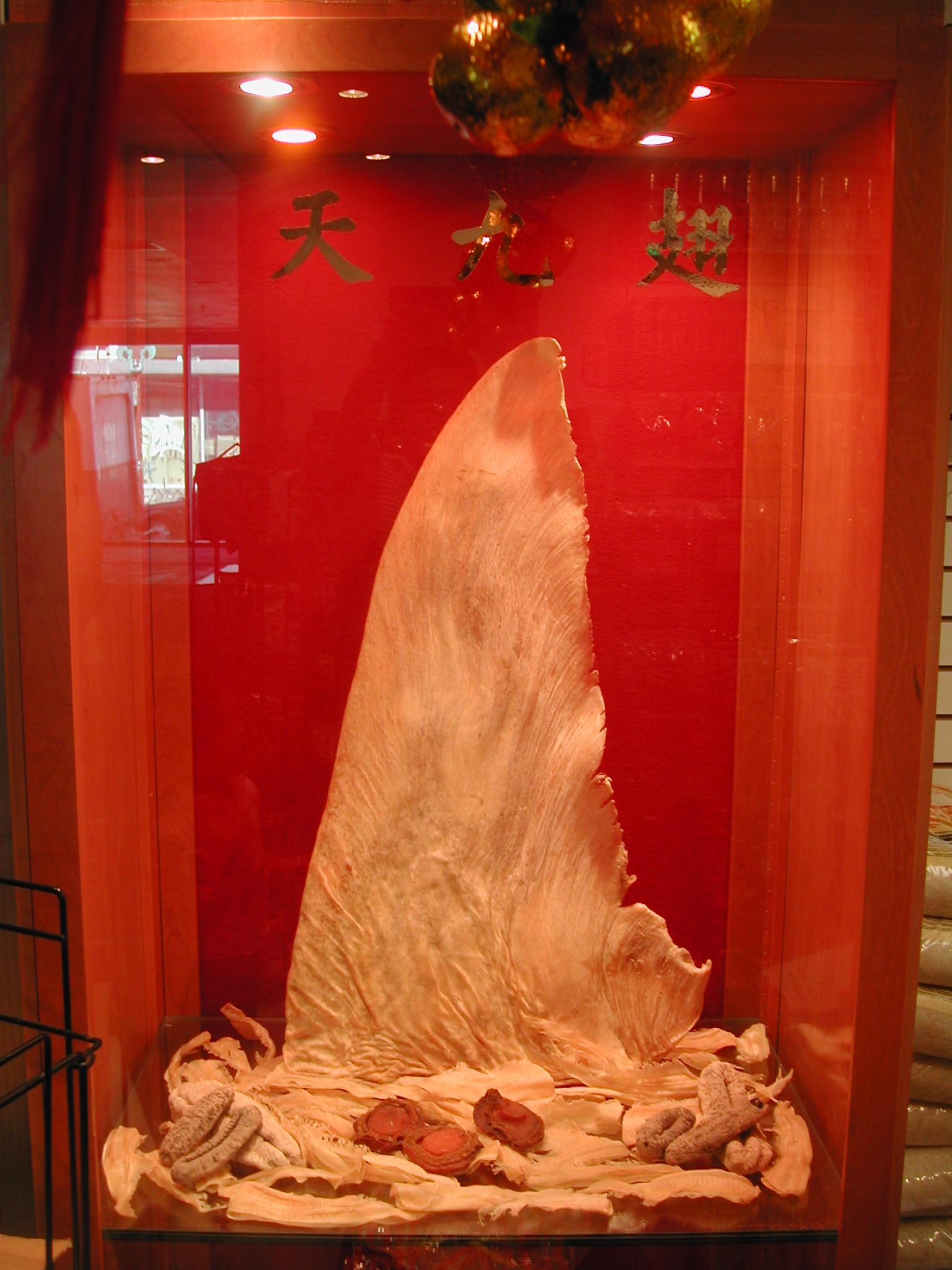
Aileron de requin en vente à Hong Kong.

Le trafic d'animaux est le commerce illégal d'animaux. Il pose des problèmes toujours non résolus et graves pour la conservation des espèces. Si la déforestation, la destruction des habitats au profit d'activités agricoles ou de l'habitat humain et l'introduction d'espèces envahissantes sont les causes premières de la disparition des espèces animales et végétales, celles-ci sont suivies par la chasse, dont le trafic d'animaux est un corollaire, avec un impact important sur de nombreuses espèces. Ce trafic a également des conséquences sur la sécurité sanitaire des populations humaines.

## Description
Le commerce d'une espèce, de spécimens morts ou vivants, entier ou certains organes, entraine la plupart du temps sa chasse, piégeage et/ou empoisonnement dans la nature, et ont souvent provoqué une décroissance des populations jusqu'à un seuil critique où la survie de l'espèce est menacée.
Le commerce d'animaux est considéré comme du trafic à partir du moment où le prélèvement, le transport ou la vente des animaux ou des parties d'animaux concernées est interdit en législation nationale ou internationale, par la convention de Washington (CITES), par exemple.

### Provenance des animaux ou de leurs sous-produits
Les animaux ou parties d'animaux qui font l'objet d'un trafic sont souvent issue d'un prélèvement illégal, autrement nommé braconnage.
Le prélèvement peut également être légal dans la législation du pays dont il provient. Dans le cas de l'ivoire d'éléphant, son prélèvement et son commerce était légale avant 1989, cependant aujourd'hui sa vente est interdite.
La marchandise trafiquée provient souvent des pays tropicaux, en Afrique, en Asie du Sud-Est, ou en Amérique du Sud, mais pas uniquement (Civelle ou ortolan par exemple en France et Europe).

### Flux
Plusieurs associations et organisations intergouvernementales considèrent qu'il s'agit du troisième plus gros négoce illégal mondial, derrière le trafic de drogue (400 milliards de dollars par an en 1995) et le trafic d'armes (estimation difficile) ou le quatrième après le trafic de stupéfiants, la contrefaçon et le trafic d'êtres humains. Les chiffres disparates révèlent la difficulté à estimer cette activité et à distinguer le commerce légal du commerce illégal qui concerne plus des parties d'animaux (peaux de reptiles, cornes de rhinocéros, ivoire, ailerons de requin, ormeaux) que des animaux vivants utilisés comme animaux de compagnie. Le trafic d'animaux est en constante augmentation.
En 2002, l'Organisation mondiale des douanes évaluait ce trafic à environ six milliards d’euros.
L'association écologiste internationale World Wild Fund (Fonds Mondial pour la Nature - WWF) estime le marché à 15 milliards d'euros par an et selon son rapport en 2006, ce trafic concerne 50 000 singes, 640 000 reptiles, 1,5million d’oiseaux, 3 millions de tortues et 350 millions de poissons d’aquarium, en plus de « produits dérivés » (1,6 million de peaux de lézards, 1,1 million de fourrures, 1,1 million de peaux de reptiles, 1 million de morceaux de coraux, 300 000 peaux de crocodiles, 21 000 trophées de chasse et 300 tonnes de caviar, soit un quart du « trafic légal »).
L'Office national de la chasse et de la faune sauvage évoque un chiffre de 160 milliards d'euros par an pour l'ensemble des animaux.
En 2016, l'IFAW calcule que ce trafic aurait généré 17 milliards d'euros de recette selon une estimation basse.

### Débouché
Les débouchés du trafic d'animaux peuvent être la médecine traditionnelle asiatique, la demande en nouveaux animaux de compagnie dans les pays occidentaux, ou encore la consommation de viande de brousse en Afrique, en Chine (ou en Occident)...

#### Chine
La Chine est l'un des plus gros consommateurs au monde de produits dérivés d'espèces sauvages. Des filières mafieuses y importent et transportant notamment en grande quantité de l'ivoire d'éléphant, des ailerons de requins, des cornes de rhinocéros, de la bile d'ours ou des écailles de pangolin, ces produits sont par exemple utilisés dans la médecine tradionnelle (le plus souvent sans preuve d'efficacité).

 En 1995, un rapport du BWG sur « le commerce des espèces sauvages dans le sud de la Chine » alertait déjà sur l'augmentation du commerce des espèces sauvages en Chine continentale au moins depuis le début des années 1990.

En 2000, les flux transfrontalier de mammifères, d'oiseaux et de reptiles commercialisés entre la Chine et les pays voisins a atteint un niveau sans précédent, au détriment des populations d'animaux sauvages et d'espèces menacées,,,,. 
Le Qinghai importe aussi une quantité préoccupante d'animaux sauvages du Tibet,.

En 2008, un article publié dans Biodiversity and Conservation considérait que « le commerce des espèces sauvages est la principale cause de mise en danger des espèces et une principale menace pour le bien-être animal en Chine et dans les pays voisins ». Une enquête faite dans des centres commerciaux, des ports, des marchés frontaliers, des marchés urbains et des magasins a conclu qu'en dépit d'une interdiction prise après la pandémie de SRAS de 2002-2003, une grande quantité d'espèces sauvages commercialisées continue à être vendue dans les régions du Guangxi, du Yunnan et du Qinghai, en grande quantité dans les grandes villes et en particulier dans les villes côtières ou situées le long de la frontière où comme dans d'autres régions de Chine, manger de la faune sauvage est devenu une mode, voire un mode de vie et un symbole d'appartenance à l'élite. Les marchés humides fournissent cette viande sauvage. Un sondage fait dans des sites commerciaux, a montré que si 50% des interviewés disaient souhaiter que la faune soit protégée, 60% reconnaissant en avoir mangé au moins une fois depuis 2 ans (5 ans après l'épidémie de SRAS attribuée à la consommation de civettes sauvages). Les auteurs concluaient que la législation portant sur contrôle du commerce des espèces sauvages est insuffisante et/ou mal appliquée notamment « en raison de biais sur l'utilisation de la faune comme ressource naturelle à exploiter par les agences gouvernementales », principalement de la part d'hommes et de jeunes ayant un niveau d'éducation élevé et de bons revenus (alors que dans d'autres pays la viande de brousse alimente plutôt les populations pauvres qui n'ont pas les moyens d'accéder à d'autres sources de protéines animales). Les auteurs recommandaient de mieux informer et sensibiliser le public quant aux impacts négatifs de cette consommation.
Depuis le début des années 1990, la possession et la consommation d'animaux sauvages a fortement augmenté en Chine, devenant au début du XXIe siècle une mode et un symbole de richesse et de statut social; Morgan 2000; Wang et al.2001 2001a; Nooren et Claridge 2001) tout en étant une source d'énormes bénéfices lucratifs pour des filières légales et illégales, encourageant la croissance du trafic illégal d'animaux qui menace un nombre croissant d'espèces, dont par exemple le pangolin chinois (Manis pentadactyla) et le tigre (Panthera tigris),.
Selon une estimation se voulant prudente : des dizaines de millions d'animaux sauvages sont expédiés chaque année à partir de niveaux régional et du monde entier vers le sud de la Chine pour l'alimentation, ou vers l'est et le sud-est du pays pour la médecine traditionnelle.
Il existe un Groupe de travail sur la biodiversité au sein du Conseil chinois pour la coopération internationale sur l'environnement et le développement (BWG/CCICED) ; son 3e rapport annuel a estimé que près de 70% des espèces de mammifères en Chine sont menacées en raison de la chasse et de la destruction des habitats naturels, la principale menace étant la chasse excessive. Ce rapport voyait 4 causes principales : la prospérité du pays qui a permis à plus de gens d'acheter de consommer ces animaux, l'amélioration du réseau d'infrastructures qui a rendu plus disponible des « raretés » venant de loin ou de régions antérieurement peu accessibles, l'ouverture des frontières entre la Chine et ses voisins d'Asie du Sud-Est (Vietnam et Laos notamment) qui a facilité la circulation d'animaux braconné (en particulier les frontières entre le Yunnan et le Guangxi avec le Vietnam, le Laos et la Birmanie est jugée la plus préoccupante car les forêts et habitats de ces zones frontalières abritent 70% de la population faunique de chine,. Une autre explication est la popularité des reptiles et des amphibiens comme nouveaux animaux de compagnie au Japon, à Hong Kong et à Taiwan, source de nouveaux besoins pour lesquels Hong Kong est devenu l'une des plaques tournantes du trafic et du commerce légal.
Le commerce illégal côtoyant le commerce légal (dans des régions où en outre la corruption existe), son contrôle est plus difficile.

#### Europe
L'Union européenne est également un débouché majeur d'après l'IFAW, qui a comptabilité 800 dossiers de saisie de faune et de flore protégées, par les douanes dans l'UE. Trois pays concentre 85 % de ce commerce, avec la France en tête.

### Lien avec le grand banditisme
Pendant le génocide au Rwanda, puis les rébellions dans le Kivu des animaux chassés illégalement étaient échangés contre des armes et le trafic d'animaux a alimenté les conflits. Il a également permis de financer Al-Qaïda, puis Boko Haram.

## Impact

### Conservation
Si la déforestation, la destruction des habitats au profit d'activités agricoles ou de l'habitat humain et l'introduction d'espèces envahissantes sont les causes premières de la disparition des espèces animales et végétales, celles-ci sont suivies par la chasse, dont le trafic d'animaux est un corollaire, avec un impact important sur de nombreuses espèces.
Le trafic d'animaux met en péril la diversité biologique de la planète, notamment par son impact sur les grands mammifères.
Il a également un impact important dans les pays d'où proviennent les marchandises. Les groupes de braconniers font régner la terreur dans les villages, la drogue qui sert à acheter les produits est ensuite largement distribuée, les parcs nationaux confronté à l'insécurité et à la disparition de leur faune ne peuvent attirer de touristes.

### Sécurité sanitaire
Ce trafic d'animaux est aussi source de risques sanitaires car il favorise, souvent à partir de milieux reculés, la circulation de bactéries, virus et parasites dangereux transportés sans contrôle vétérinaire ou sanitaire. À titre d'exemple récent ; le trafic de pangolins a été suspecté dès février 2020 d'avoir joué un rôle déclencheur dans la pandémie de COVID-19; et selon une étude publiée mi-février, dans le sud de la Chine plusieurs coronavirus liés au virus de la COVID-19 (dont l'un étroitement apparenté pour son domaine de liaison aux récepteurs) ont été génétiquement identifiés dans des pangolins (Manis javanica) saisis lors d'opérations de lutte contre la contrebande. La découverte faite à cette occasion de plusieurs lignées de coronavirus de pangolin et leur similitude avec 2019-nCoV ont fait suggérer que les pangolins devraient être considérés comme des hôtes intermédiaires possibles pour ce nouveau virus humain et selon les auteurs « qu'ils devraient être retirés des marchés humides pour empêcher une transmission zoonotique ».

## Lutte contre le trafic
La lutte contre le trafic d'animaux protégés fait partie d'une cible de l'
Objectif de développement durable no 15 de l'ONU.

### Lutte contre la demande
La lutte contre la demande en animaux sauvage ou en produits issues d'animaux sauvage peut prendre plusieurs formes : l'interdiction par la loi du transport ou de la vente de ces produits, la sensibilisation des consommateurs aux effets de leur demande ou la réponse à cette demande par des moyens légaux et moraux.

#### Réglementation
Les espèces d'animaux dont le risque d'extinction est élevé sont protégées par la convention de Washington (ou CITES). Celle-ci surveille, régule ou interdit le commerce international des animaux dont la situation est problématique ou peut le devenir si rien n'est fait.
L'arsenal législatif doit s'accompagner d'une formation adéquate des douaniers et agents de police qui contrôlent l'importation et la vente d'animaux, pour qu'ils soient aptes à reconnaître les espèces dont le commerce est règlementé.

#### Création de source d'approvisionnement légales
L'élevage, y compris d'espèces rares afin de diminuer les prélèvements dans la nature (comme c'est le cas pour certains poissons d'aquarium, des insectes, etc.).

### Lutte contre le prélèvement
De nombreux défenseurs de l'environnement luttent directement contre les braconniers, dans les parcs africains ou asiatiques des brigades armées protègent les animaux. Toutefois, certaines difficultés doivent être surmontées :
- les brigades anti-braconnage doivent être suffisamment équipées et rémunérées ; des agents mal payés travaillent souvent mal, et peuvent même prêter main-forte aux braconniers ;
- il est parfois difficile d'éviter les abus (par exemple, tirs sans sommation sur des braconniers et règlements de comptes) chez ces brigades, qui doivent être suffisamment formées.

Il existe aussi des moyens de lutte contre le braconnage « à la source », en améliorant le niveau de vie des communautés locales (vivant généralement dans des pays pauvres), par différents moyens :
- l'écotourisme ;
- l'artisanat ;
- l'agriculture à condition qu'elle ne soit pas elle-même trop destructrice de l'environnement.